# Fox (entreprise)
Pour les articles homonymes, voir Fox.
Fox est un constructeur automobile français.

## Production

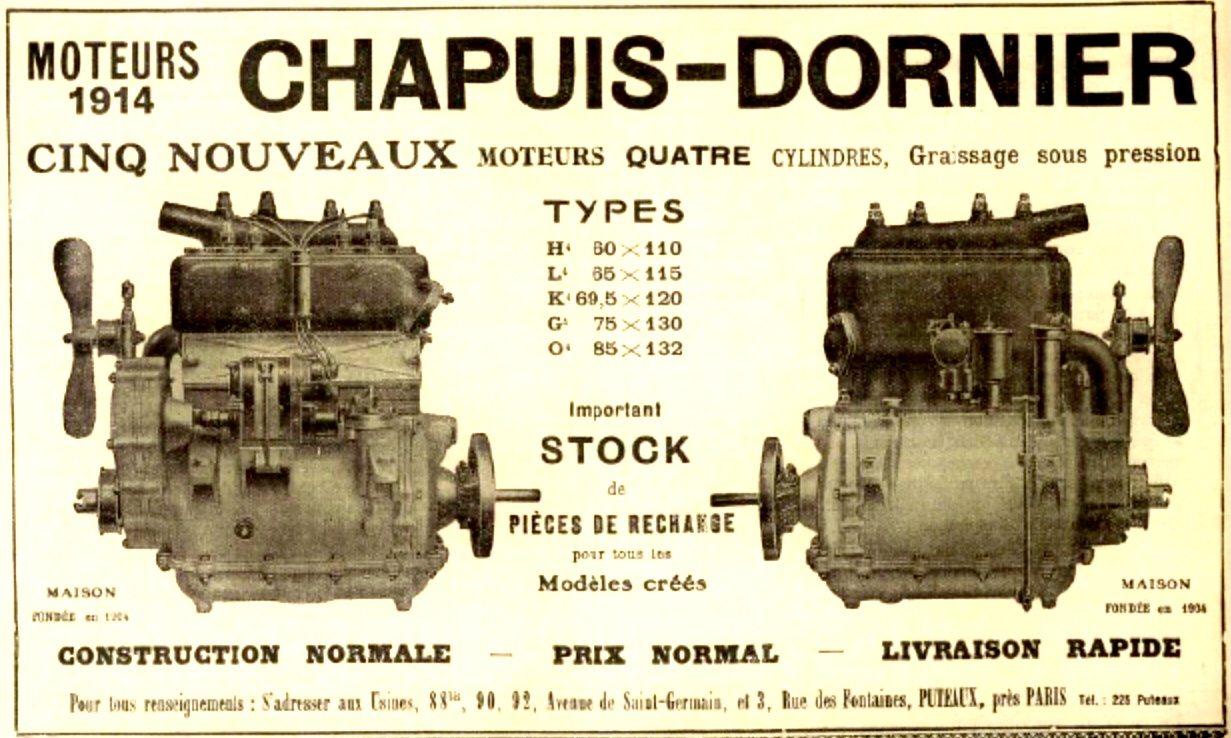
Moteur Chapuis-Dornier.

À Neuilly-sur-Seine, la production des automobiles Fox débute en 1912
.
Le nom de l’entreprise était « L. van der Eyken » comme le fondateur.
Le nom de marque des automobiles était Fox. En 1919, l’entreprise déménage de Neuilly-sur-Seine à Puteaux. En 1914, trois types de véhicules sont proposés. Le biplace « Torpedo », le triplace « Prix » et le quadriplace « Sensationnel ». Les moteurs provenaient de Chapuis-Dornier. Il y avait des moteurs quatre cylindres de 1 244 cm3 (alésage 60 mm, course 110 mm), 1 821 cm3 (alésage 69,5 mm, course 120 mm) et 2 297 cm3 (alésage 75 mm, course 130 mm). La puissance des moteurs était de 8 CV, 10 CV et 12 CV, de la petite cylindrée au plus gros moteur. Les pneus avaient une taille de 760-90 mm. La production s’est terminée en 1923. Van der Eyken fonde alors la marque automobile Mouette.